# Trinidad y Tobago en los Juegos Olímpicos de Helsinki 1952
Trinidad y Tobago estuvo representada en los Juegos Olímpicos de Helsinki 1952 por un total de 2 deportistas que compitieron en un deporte.  
El portador de la bandera en la ceremonia de apertura fue el halterófilo Rodney Wilkes.

## Medallistas
El equipo olímpico de Trinidad y Tobago obtuvo las siguientes medallas:
| Nombre         | Deporte      | Competición |
| -------------- | ------------ | ----------- |
| Oro            |              |             |
| —              |              |             |
| Plata          |              |             |
| —              |              |             |
| Bronce         |              |             |
| Rodney Wilkes  | Halterofilia | 60 kg M     |
| Lennox Kilgour | Halterofilia | 90 kg M     |